# Old Fashioned (filme)
Old Fashioned (Brasil: À Moda Antiga ) é um filme de romance produzido nos Estados Unidos, roteirizado e dirigido por Rik Swartzwelder. Lançado em 2015, foi protagonizado por Elizabeth Ann Roberts.